# Chiostro grande di San Simpliciano
Il chiostro grande di San Simpliciano, più semplicemente chiostro grande o talvolta chiostro delle due colonne, è un chiostro situato nel complesso della basilica di San Simpliciano a Milano.

## Storia e descrizione
La costruzione del chiostro maggiore del complesso di San Simpliciano avvenne a partire dal sesto decennio del Cinquecento, qualche anno dopo l'affidamento della basilica ed il monastero all'ordine di San Benedetto: al 1559 e agli anni successivi risalgono le commissioni di uno svariato numero di colonne, in uno dei vari contratti più di cento, allo scultore Alessandro Rocchetto; colonne dalla descrizione del tutto simile a quelle del chiostro attuale. Oltretutto i registri del convento annotano ingenti ordini di mattoni a partire dal 1555, il che suggerisce che i lavori per il corpo del chiostro partirono proprio in quest'anno. Tra il 1621 ed il 1623 si ha notizia della ripresa dei lavori affidati a Francesco Maria Richini: non si sa se tuttavia questo furono semplici restauri o se i lavori non partirono mai del tutto, per cui l'aspetto del chiostro rimase sostanzialmente immutato. Il progetto complessivo del chiostro viene attribuito, seppur in maniera molto discussa, a Vincenzo Seregni.

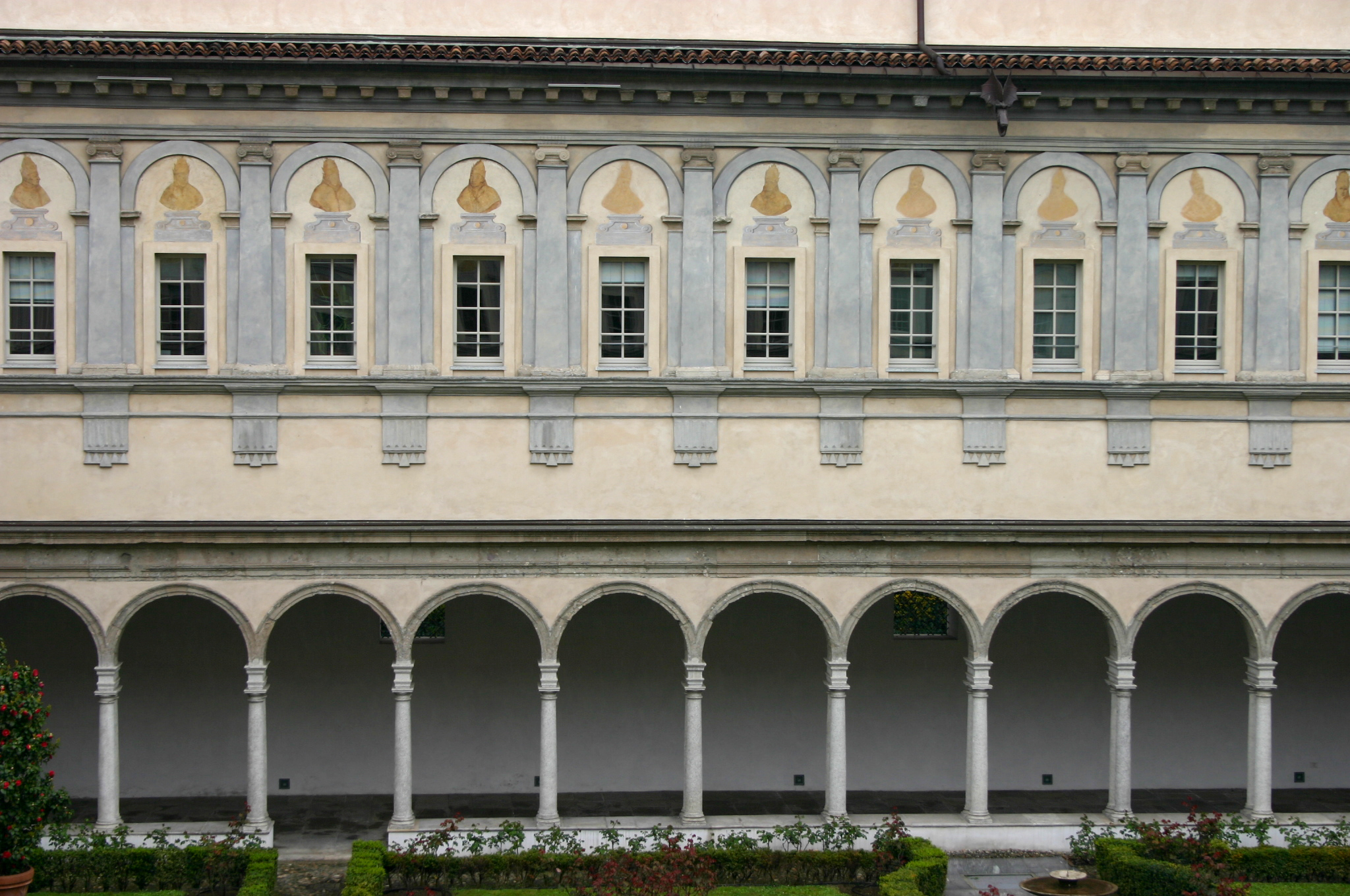
Dettaglio del porticato

Il chiostro è formato da una serie di colonne binate di ordine tuscanico a reggere archi a tutto sesto: particolare della disposizione delle colonne, che dà anche il nome al chiostro, è che le colonne non sono accoppiate con asse parallelo ai lati del cortile, bensì con l'asso perpendicolare ad essi, soluzione decisamente più rara nell'architettura manierista. Tra l'ordine inferiore di colonne e quello del finto loggiato superiore vi è una fascia intermedia dove sono contenuti grandi triglifi che fungono da mensole per le lesene di ordine ionico dell'ordine superiore: tra le partiture individuate tra le lesene vi sono archi a tutto sesto poggianti su mensole rette da semicolonne semplici tra cui sono contenute delle finestre sovrastate da decorazione a fresco con Busti di santi. La decorazione ad archi a tutto sesto contenuti tra lesene è un chiaro omaggio al chiostro bramantesco del complesso di Sant'Ambrogio.